# Erdweg
Erdweg ist eine Gemeinde im oberbayerischen Landkreis Dachau.

## Geografie
Der Hauptort liegt etwa zehn Kilometer nordwestlich von Dachau, etwa fünfzehn Kilometer südöstlich von Aichach und circa sechs Kilometer nördlich der Bundesautobahn 8 (Anschlussstellen Odelzhausen bzw. Sulzemoos). In Erdweg münden Steindlbach, Waldbach und Zeitlbach in die Glonn.

## Gemeindegliederung
Es gibt 17 Gemeindeteile (in Klammern ist der Siedlungstyp angegeben):
- Altstetten (Einöde)
- Bogenried (Einöde)
- Brand (Einöde)
- Eisenhofen (Kirchdorf)
- Erdweg (Kirchdorf)
- Großberghofen (Kirchdorf)
- Guggenberg (Dorf)
- Happach (Einöde)
- Hof (Dorf)
- Kleinberghofen (Pfarrdorf)
- Langengern (Dorf)
- Oberhandenzhofen (Dorf)
- Petersberg (Kirchdorf)
- Schluttenberg (Dorf)
- Unterweikertshofen (Kirchdorf)
- Walkertshofen (Pfarrdorf)
- Welshofen (Pfarrdorf)

Es gibt die Gemarkungen Eisenhofen, Großberghofen, Kleinberghofen, Unterweikertshofen und Welshofen.

## Einwohnerentwicklung
Zwischen 1988 und 2018 wuchs die Gemeinde von 4102 auf 5991 um 1889 Einwohner bzw. um 46,1 %.

## Politik
Die Gemeinde Erdweg wurde am 1. Juli 1972 aus den zum Landkreis Dachau gehörenden Gemeinden Eisenhofen, Großberghofen, Unterweikertshofen und Welshofen sowie der aus dem Landkreis Aichach stammenden Gemeinde Kleinberghofen neu gebildet.
Der Name der neuen Gemeinde wurde übernommen vom Dorf Erdweg, das ursprünglich nur ein Weiler, zuletzt aber der zweitgrößte Gemeindeteil der bisherigen Gemeinde Großberghofen war.

### Gemeinderat
Die Gemeinderatswahlen seit 2014 führten zu folgenden Stimmenanteilen und Sitzverteilungen:
| Partei/Liste                                  | 2020   | 2020   | 2014   | 2014   |
| Partei/Liste                                  | %      | Sitze  | %      | Sitze  |
| CSU                                           | 22,5   | 4      | 24,2   | 5      |
| SPD                                           | 7,6    | 1      | 05,6   | 1      |
| Überparteiliche Wählergemeinschaft Eisenhofen | 14,7   | 3      | 12,9   | 3      |
| Freie Wählergemeinschaft Kleinberghofen       | 13,3   | 3      | 9,9    | 2      |
| Freie Wähler                                  | 13,8   | 3      | 21,3   | 4      |
| Wählergemeinschaft Großberghofen              | 12,3   | 2      | 10,3   | 2      |
| Wählergemeinschaft Unterweikertshofen         | 7,6    | 2      | 8,3    | 2      |
| Freie Wählergruppe Welshofen                  | 8,2    | 2      | 07,6   | 1      |
| Gesamt                                        | 100    | 20     | 100    | 20     |
| Wahlbeteiligung                               | 63,5 % | 63,5 % | 63,1 % | 63,1 % |

### Bürgermeister
Erster Bürgermeister ist seit 2017 Christian Blatt (CSU), der sich mit 62,0 % der Stimmen gegen zwei Mitbewerber durchsetzte. Sein Vorgänger Georg Osterauer (Freie Wähler) war überraschend verstorben.

## Wappen
| | Blasonierung: „In Blau über einem goldenen Zickzackbalken eine silberne romanische Kirche in Choransicht (Petersbergbasilika).“ |
| Wappenbegründung: Die romanische Basilika auf dem Petersberg wurde als bedeutendstes Architekturdenkmal des Gemeindegebiets in das Wappen aufgenommen. Auf dem Petersberg war von etwa 1100 bis 1122 der dann in das Schloss Scheyern umgesiedelte Benediktinerkonvent beheimatet. Der goldene Zickzackbalken in blauem Feld gilt als ältestes Heroldsbild und Allodzeichen der Grafen von Scheyern-Wittelsbach und wurde in das Wappen der von der Grafenfamilie gegründeten Benediktinerabtei aufgenommen. Sowohl das Kloster Scheyern als auch das Haus Wittelsbach waren als Grundherrschaft von großer Bedeutung im heutigen Gemeindegebiet. Die Gemeinde Erdweg entstand 1972 durch Zusammenlegung der Gemeinden Eisenhofen, Großberghofen, Kleinberghofen, Unterweikertshofen und Welshofen. Die bis dahin von drei Gemeinden geführten Wappen wurden damit gegenstandslos. Die neue Gemeinde Erdweg übernahm das Wappen der ehemaligen Gemeinde Großberghofen. Auch das frühere Wappen von Welshofen enthielt in Blau den goldenen Zickzackbalken. Dieses Wappen wird seit 1973 von der Gemeinde Erdweg geführt. | |

## Kultur und Sehenswürdigkeiten

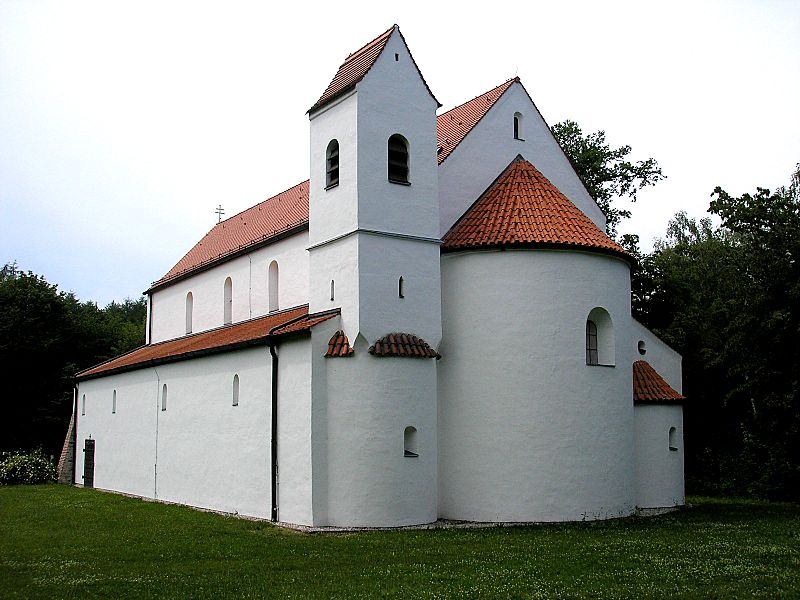
Basilika St. Peter und Paul (Petersberg) (Ansicht von Südosten)

- Hofmarktaverne: stattlicher Satteldachbau mit Schwalbenschwanzzinnen, 15./16. und 19. Jahrhundert;[10][11][12]
- Huttermuseum Großberghofen[13]
- Pfarrzentrum St. Paulus: Das Gemeindezentrum mit Gottesdienstraum wurde 1973 im Rahmen der Gründung des Pfarrverbandes Erdweg errichtet.[14]
- Basilika Petersberg (Romanischer Sakralbau, ca. 1104). Auf dem Petersberg bei Erdweg steht sie als eine der ältesten Kirchen der Diözese München-Freising: Die Basilika St. Peter und Paul. Sie ist das einzige Bauwerk der Romanik, das zum größten Teil noch im Baustil dieser Epoche erhalten ist. Das Wort Basilika beschreibt den Bautyp: Eine Kirche mit überhöhtem Mittelschiff. Mit den klaren Proportionen und der schlichten Bauweise zählt sie zu den beeindruckendsten Schöpfungen der romanischen Baukunst. Für viele Gläubige aus dem Dachauer Landkreis gilt sie als spiritueller Mittelpunkt.[15]
- Nach dem Zweiten Weltkrieg wurde neben der Kirche die Landvolkshochschule „der Petersberg“ errichtet. Diese ist für die gesamte Diözese München-Freising ein bedeutendes geistliches Bildungszentrum.

## Verkehr
In Erdweg gibt es einen Bahnhof, dieser wird durch die Linie S2 der S-Bahn München mindestens im 60-Minuten-Takt bedient. Der nächste Autobahnanschluss befindet sich in Sulzemoos an der A 8.
Etwa 3 km südwestlich von Erdweg befindet sich das Ultraleichtfluggelände Altstetten.

## Persönlichkeiten

### Ehrenbürger
- Johannes Neuhäusler (1888–1973), Weihbischof[16]
- Josef Lamprecht († 1996), Pfarrer, Hirtlbach[16]
- Ludwig Ostermair (1930–2017)[17], Bürgermeister a. D., Erdweg, 1966–1972 Bürgermeister von Kleinberghofen[16]
- Hubert Pestenhofer, ehemaliger Landrat des Landkreises Dachau (1964–1977)[16]
- Hans Wölfl († 2003), Konrektor a. D., ehemaliger 2. Bürgermeister[16]

### Söhne und Töchter von Erdweg
- Vitus Pichler (1670–1736), Jesuit, Kontroverstheologe und Kirchenrechtler, geboren in Großberghofen
- Mathias Kneißl aus Unterweikertshofen (1875–1902), bekannter Räuber
- Josef (Benno) Grahamer aus Eisenhofen (1888–1950), Missionsbenediktiner und Märtyrer von Tokwon;[18]
- Blasius Thätter aus Großberghofen (1936–2023), CSU-Abgeordneter des Bayerischen Landtags
- Joachim Dollhopf aus Kleinberghofen (* 1971), Autor, Dramaturg und Regisseur